# Islamwissenschaft in Rumänien
Die jahrhundertelangen Kontakte mit dem Islam in Rumänien haben zur Entstehung einer alten Tradition islamwissenschaftlicher, turkologischer und osmanistischer Forschung geführt.

## Anfänge im 17. und 18. Jahrhundert

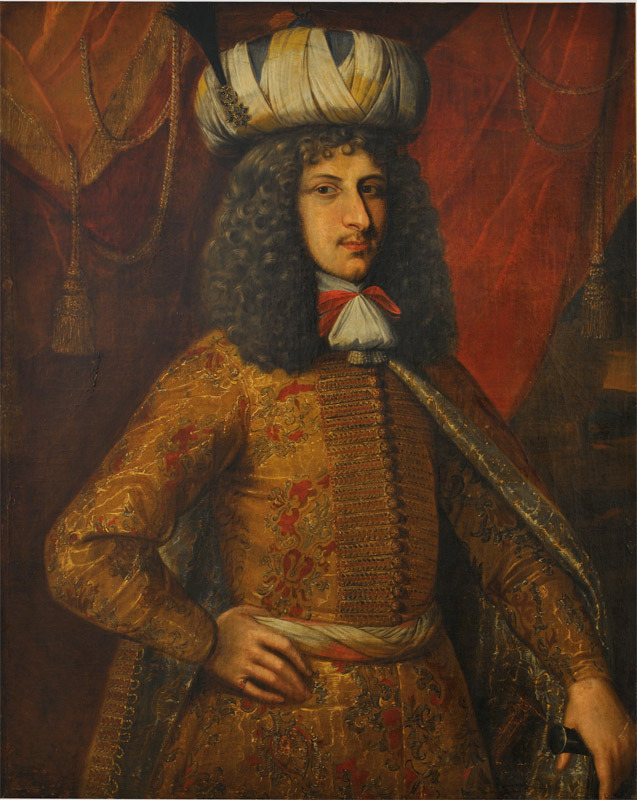
Dimitrie Cantemir in türkischer Kleidung.

Schon Ende des 17. und Anfang des 18. Jahrhunderts schrieb Dimitrie Cantemir mehrere grundlegende Werke. In seinem Buch Kitâbu 'Ilmi'l-Mûsikí alâ Vechi'l-Hurûfât (osmanisch Das Buch der schriftlichen Musikwissenschaft, erschienen wohl 1698 in der moldauischen Hauptstadt Iași), entwickelte der junge Gelehrte (er war damals 25 Jahre alt) eine Theorie Osmanischer Musik, eine eigene Notation und sammelte wertvolle Informationen zur musikalischen Praxis im Osmanischen Reich sowie Lieder, die ohne seinen musikwissenschaftlichen Beitrag verloren gegangen wären. Cantemir war in Konstantinopel auch als Komponist tätig. In der Geschichte der türkischen Musik ist er unter dem Namen Kantemiroğlu bekannt. Seine Monografie Historia incrementorum atque decrementorum Aulae Othomanicae (Geschichte der Entstehung und des Verfalls des Osmanischen Reiches, verfasst 1714–1716 auf Lateinisch, 1734 ins Englische übersetzt, 1743 ins Französische, 1745 ins Deutsche) galt bis Mitte des 19. Jahrhunderts als Standardwerk über dieses Thema. Außerdem verfasste Cantemir auf Russisch ein Buch mit dem Titel Kniga sistema muhamedanskoi relighii (System der mohammedanischen Religion).
Interessant für eine Epoche, als die einzelnen Wissenschaftszweige noch nicht autonom bzw. überhaupt nicht entstanden waren, ist auch die interreligiöse und zwischensprachliche Konstellation: 1701 erschien im Kloster Snagov bei Bukarest mit der finanziellen Unterstützung von Constantin Brâncoveanu und unter Leitung des Gelehrten und späteren Metropoliten von Bukarest Antim Ivireanul ein zweisprachiges orthodoxes Messbuch (griechisch-arabisch), das als eines der ersten in arabischer Schrift gedruckten Bücher der Welt gilt. 1711 druckte Ivireanu auch die erste Bibel in arabischer Schrift für die syrischen Christen.

## Gegenwart

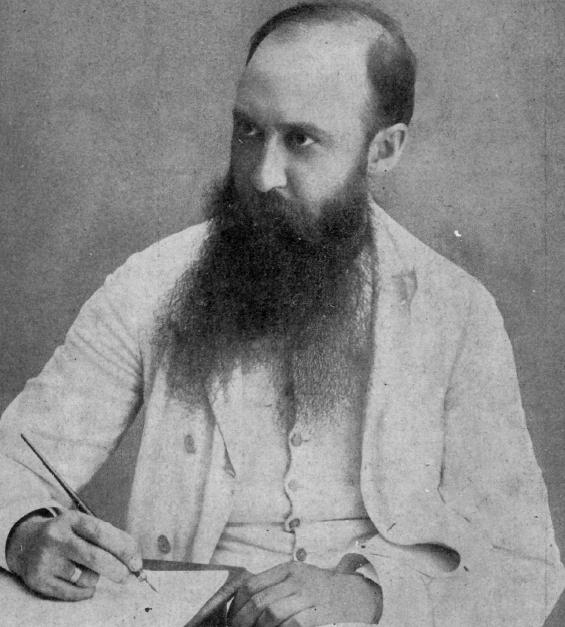
Nicolae Iorga, 1914.

Anfang des 20. Jahrhunderts verfasste auch der Historiker Nicolae Iorga eine fünfbändige Geschichte des Osmanischen Reiches nach den Quellen dargestellt (Gotha, Perthes 1908–1913, neu aufgelegt in der Wissenschaftlichen Buchgesellschaft, Darmstadt 1997). 1913 gründete Iorga das interdisziplinäre Institut d'Etudes Sud-Est Européennes und dessen Publikationsorgan Bulletin de l'Institut pour l'Etude de l'Europe Sud-Orientale, ab 1924 unter dem Titel Revue Historique du Sud-Est Européen. In den 30er und 40er Jahren war hier der deutsche Osmanist Franz Babinger tätig. Als er 1933 seine Professorenstelle in Berlin wegen der Machtübernahme der Nationalsozialisten aufgeben musste, bot ihm Nicolae Iorga eine Stelle in Bukarest an. Von 1933 bis 1939 hatte er eine Stelle am Bukarester Institut für Südosteuropäische Studien inne. Babinger gründete 1939/40 an der Universität Alexandru Ioan Cuza Iași ein Institut für Turkologie und Islamwissenschaft, das nur bis 1944 überlebte.
Der Religionswissenschaftler Mircea Eliade behandelte im dritten Band seines Hauptwerks Geschichte der religiösen Ideen, Von Mohammed bis zum Beginn der Neuzeit (1983) auch den Islam.
1957 wurde an der Universität Bukarest eine Abteilung für Arabisch gegründet. In den Jahren 1974–1976 erschien an der Universität Bukarest die Zeitschrift Romano-Arabica, begründet u. a. von Constantin C. Giurescu, Virgil Candea und Aurel Decei (1905–1976). Bekannte Historiker der Gegenwart, die sich auch mit dem Islam beschäftigt haben, sind Mihail Guboglu (1911–1989) und Virgil Ciocîltan. Auch der Theologe und Religionswissenschaftler Andrei Scrima, der u. a. in den Jahren 1968–1989 an der französischen Universität in Beirut unterrichtete, beschäftigte sich mit dem Islam. Andrei Pleșu hielt in den 1990er Jahren an der Universität Bukarest Vorlesungen über die Mystik im Islam. Ein Teil seiner Interpretationen sind in seinem Buch Despre îngeri erschienen (Bukarest, Humanitas 2003; deutsch unter dem Titel Das Schweigen der Engel, Berlin University Press, 2007). Remus Rus veröffentlichte eine Geschichte der islamischen Philosophie (Istoria filosofiei islamice, Bukarest, 1994). An der Universität Bukarest gibt es eine Abteilung für Arabisch und seit 1994 ein Zentrum für Arabische Studien. Hier wird seit 2001 die internationale Zeitschrift Romano-Arabica (Neue Folge) herausgegeben, die oft auch islamwissenschaftliche Themen behandelt (Nr. VIII–XI/2011 z. B. trägt den Titel Islamic Space: Linguistic and Cultural Diversity). Im Rahmen dieser Abteilung gibt es einen Masterstudiengang Der islamische Raum: Gesellschaften, Kulturen, Mentalitäten. An der Babeș-Bolyai-Universität Cluj gibt es seit 2009 ein Institute of Turkish and Central Asian Studies. Der Verlag Kriterion (seit 2002 mit Sitz in Cluj-Napoca) gibt seit 2000 die Reihe Bibliotheca Islamica heraus in Zusammenarbeit mit dem Lehrstuhl für Orientalische Sprachen und Literaturen der Universität Bukarest.

## Nachweise
1. ↑  Dieses Buch „circulated in manuscripts and in editions printend in 10 languages, and was quoted in Paris, Berlin, and London; in St Petersburg and Bucharest; and from Mount Athos to Istanbul and Alep in the Near East. Great spirits in European letters – Voltaire in his Histoire de Charles XII, Byron in Don Juan, and Victor Hugo - praysed him.“ Vgl. V. Candea, Introduction, in: Dimitrie Cantemir. The Growth and Decay of the Ottoman Empire, Bukarest: Roza Vanturilor, 1999.
2. ↑  Vgl. Petre S. Nasturel, Le mont Athos et les roumains: recherches sur leurs relations du milieu du XIVe siecle a 1654, Orientalia Christiana Annalecta, Rom, 1986 und Neagu Djuvara, Le pays roumain entre Orient et Occident: les principautés danubiennes au début du XIXe siècle, Publications orientalistes de France, 1989.